# Nunnornas hus
Nunnornas hus är en diktsamling skriven av Agnes von Krusenstjerna som utkom hösten 1937. Diktsamlingen innehåller följande dikter:

## Innehåll
Sånger från Nunnornas hus i Malaga
- Nunnornas hus för världens dårar
- Välgörenhetens hyndor hatar jag
- Tänd eld
- Ecrasez
- Låt mig riva de heligas hus
- Här sitter den vackra Matilde bunden
- Sång i kloster
- Överläkaren och assistenten
- Si, i nattens tystnad vart jag glad
- Dolores bakom gallret
- Andalusiskt
- Åldrandets givmildhet
- Nattligt delirium
- Avsked

Arabisk kyrkogård
- Överfart till Afrika
- Höstlig vår
- Stad
- I Marocko
- Spansk tandläkare i Marocko
- Bekymmer
- Bord över ända
- Tankeflykt

Vid utgivningen fick diksamlingen dålig kritik. Sten Selander ansåg i sin recension att von Krusenstjerna inte kunde skriva vers och att, förutom ett fåtal dikter, "återstoden står dels på gränsen till det dilettantiska, dels utgörs den av idéflyktiga och delsvis osmakliga, rent sinnesförvirrade utgjutelser, som hör hemma i en psykiatrisk tidskrift och inte i en diktsamling."